# پروکوپیوس (غاصب)
پروکوپیوس (به لاتین: Procopius) (زادهٔ پیرامون ۳۲۶ – درگذشتهٔ ۲۷ مهٔ ۳۶۶) از اعضای خاندان کنستانتینی و غاصب امپراتوری روم در زمان والنس، امپراتور وقت بود.

## زندگینامه
پروکوپیوس بنا بر نوشته‌های آمیانوس مارسلینوس، تاریخ‌نگار رومی، از اهالی کیلیکیه بود و جوانی خود را در آنجا و احتمالاً در کوریکوس گذراند. او از سمت مادرش جزء بستگان امپراتور ژولیان محسوب می‌شد به‌ویژه که پدربزرگ مادری هر دو نفر نیز ژولیوس ژولیانوس بود. نخستین همسر پروکوپیوس احتمالاً آرتمیسیا نام داشت و دومین همسرش فاوستینا، امپراتریسی بیوه بود. همچنین فرماندهٔ سدهٔ پنجمی و همنام او پروکوپیوس و پسرش امپراتور آنتمیوس از نوادگان پروکوپیوس محسوب می‌شوند (فرمانده پروکوپیوس نوهٔ پروکوپیوس غاصب و فرزند پسر او پروکوپیوس بود) .
پروکوپیوس در سال ۳۵۸ و در زمان حکومت کنستانتیوس دوم همراه با لوسیلیانوس به عنوان نمایندگان امپراتوری روم به دربار ساسانیان فرستاده شد. او در این زمان عنوان تریبونوس و نوتاریوس را داشت.
پروکوپیوس بعدتر در زمرهٔ ملتزمین ژولیان درآمد و در لشکرکشی‌های او علیه پادشاهی ساسانی در سال ۳۶۳ شرکت جست. او و سباستیانوس با ۳۰٬۰۰۰ نفر سرباز ادارهٔ بالادست رود دجله را برعهده داشتند و قرار بود در صورت امکان به ارشک دوم، شاه ارمنستان پیوسته و سپس با حرکت به سمت جنوب به سپاهیان ژولیان در آشور بپیوندند. اما ژولیان در این میان مرد و هنگامی که پروکوپیوس به بخش اصلی سپاهیان روم در نزدیکی تیلسافاتا، بین نصیبین و سینگارا رسید با ژوویان تازه‌امپراتورشده روبه‌رو شد.
به نوشتهٔ زوسیموس، ژولیان پیشتر ردایی امپراتوری را به پروکوپیوس داده بود و هدفش از این کار را تنها به او گفته بود. هنگامی‌که ژوویان امپراتور خوانده شد، پروکوپیوس این ردا را به او داد و از امپراتور تازه خواست تا با بازشستگی او موافقت کند. ژوویان این درخواست را پذیرفت و پروکوپیوس و خانواده‌اش به سزاریا ماراکا رفتند.
اما آمیانوس که بخشی از گزارشش را بر اساس شهادت استراتژیوس نوشته است در این باره می‌گوید که بنا بر شایعه‌ای بی‌اساس، چنین عنوان شد که ژولیان از پروکوپیوس خواسته بود که پس از مرگش ردای امپراتوری را او بپوشد. اما پروکوپیوس به دلیل وحشت از ژوویان که مرگ ژوویانوس، دیگر نامزد ارتشی امپراتوری را باعث شده بود خود را پنهان ساخت. هرچند که او بر عمل انتقال جسد ژولیان به تارسوس و سپس تدفین آن نظارت نمود، اما پس از آن همراه با خانواده‌اش به سزاریا رفت.
پس از مرگ ژوویان در سال ۳۶۴، امپراتوران جدید والنس و والنتینیان یکم سربازانی را برای دستگیری پروکوپیوس فرستادند. او خود را تسلیم کرد اما خواست تا با خانواده‌اش دیدار کند. او سپس دستگیرکنندگانش را به صرف شام و شراب دعوت نمود و با استفاده از فرصت پیش آمده گریخت. او و خانواده‌اش نخست خود را به دریای سیاه رسانده و پس از آن به توریکا گریختند و در آنجا پنهان شدند. با این حال پروکوپیوس که از خیانت به خود وحشت داشت تصمیم گرفت تا به قسطنطنیه رفته و از استراتژیوس درخواست یاری نماید.
پروکوپیوس که درصدد بود خود را امپراتور بنامد پس از رسیدن به شهر، با رشوه دادن به دو لژیون در حال استراحت در قسطنطنیه آنان را حامی خود ساخت و توانست کنترل شهر را در دست بگیرد. کمی بعد او در تاریخ ۲۸ سپتامبر ۳۶۵ خود را امپراتور نامید و بی‌درنگ تراکیه و بعدتر بیثنیا را نیز تحت ادارهٔ خود درآورد.
والنس که امپراتور بخش خاوری روم بود درگیر فرونشاندن این شورش شد. او همچنین در ماه‌های بعد باید به تقابل با شهرها و واحدهایی می‌پرداخت که پیشتر با او بیعت کرده اما اینک در حال عهدشکنی بودند. سرانجام در سال ۳۶۶ سپاهیان دو طرف طی نبرد تیاتیرا با یکدیگر روبه‌رو شدند که به شکست نیروهای پروکوپیوس انجامید. پروکوپیوس همراه با دو تن از پیروانش به نام‌های فلورنتیوس و بارکالبا از میدان نبرد گریخت اما آن دو با خیانت به پروکوپیوس او را تحویل والنس دادند. بنا بر نوشتهٔ آمیانوس، پروکوپیوس را در دم گردن زدند و آن دو نفر را نیز پس از او کشتند. این اعدام‌ها در تاریخ ۲۷ مهٔ ۳۶۶ روی داد.